# Opstand van 1 prairial

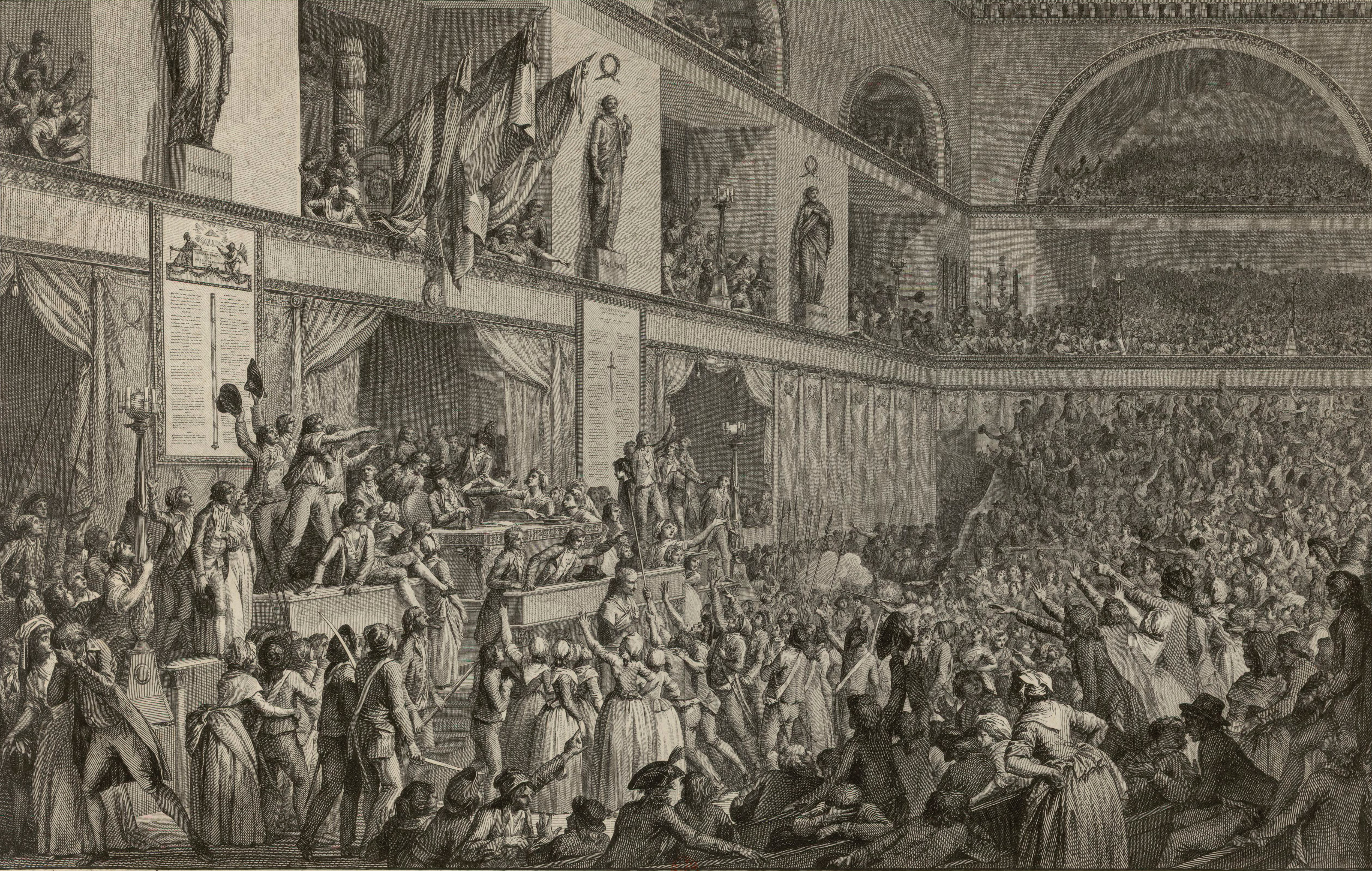
De opstandelingen in de Nationale Conventie met het hoofd van Féraud (prent van 1796 uit de Tableaux historiques de la Révolution française)

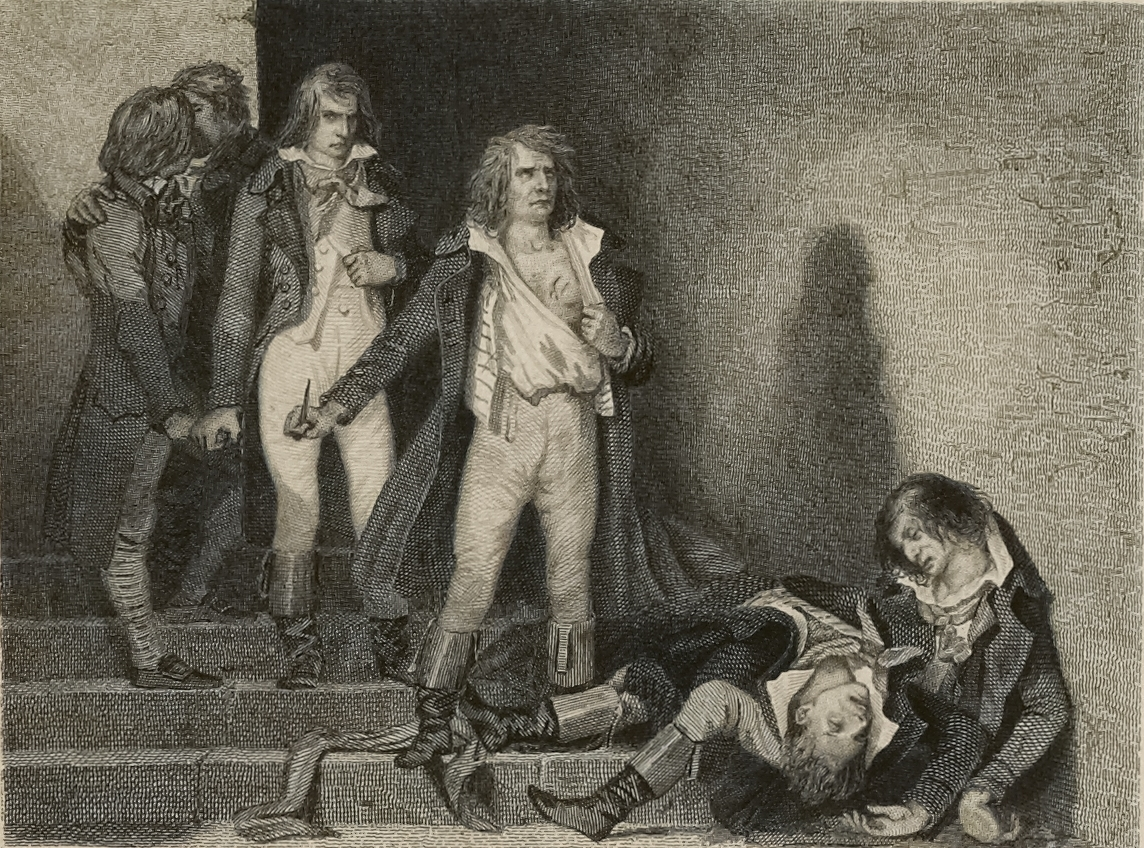
De zelfmoord van de montagnards in de cel (Auguste Raffet, ca. 1831-1841)

De opstand van 1 prairial jaar III was een volksopstand in Parijs op 20 mei 1795 tegen het beleid van de Thermidoriaanse Conventie. Het was de laatste en een van de meest opmerkelijke en hardnekkige volksopstanden van de Franse Revolutie. Na hun nederlaag in prairial speelden de sansculotten geen rol van betekenis meer. In mindere mate was de opstand een laatste poging van de overblijfselen van montagnards en de jacobijnen om hun politieke overwicht in de Conventie en in de Parijse secties te herwinnen. Hoewel ze enige politieke richting gaven aan de uit economische motieven opgestane volksbeweging, was hun interventie timide en halfslachtig. De opstand werd militair de kop ingedrukt en de gerechtelijke repressie trof zeer velen die van dicht of van ver betrokken waren.

## Oorzaken
Het loslaten van de gecontroleerde economie was een ramp voor de Franse bevolking. De prijzen rezen de pan uit en de wisselkoers daalde. De assignaten daalden tot minder dan 3 procent van hun nominale waarde. Boeren en handelaren aanvaardden geen ander geld meer dan munten. Het debacle greep zo snel om zich heen dat het economische leven tot stilstand leek te komen.
De ontijdige terugkeer naar een vrije markt bracht de regering in een staat van extreme zwakte. Bij gebrek aan middelen was ze bijna niet meer in staat te besturen. De sansculotten, die zonder protest hadden toegestaan dat de jacobijnen werden verboden, begonnen met spijt terug te denken aan het regime van het jaar II, nu ze zonder werk en zonder brood zaten.

## De opstand
Op 19 mei 1795 werd een vlugschrift verspreid met de titel Opstand van het volk om brood te krijgen en zijn recht te heroveren. Dit pamflet, dat bekend kwam te staan als Het plan van Opstand, had een signaalfunctie en voorzag de populaire agitatoren van doelstellingen. De eerste daarvan werd in één enkel woord uitgedrukt: Brood! De politieke doelen werden uitvoeriger uiteengezet: de inwerkingtreding van de grondwet van 1793, de verkiezing van een wetgevende vergadering die de plaats van de Conventie moest innemen, de vrijlating van de gevangengenomen patriotten. Het volk werd gevraagd om op 1 prairial samen naar de Conventie te marcheren. Het lijdt geen twijfel dat de opstand was voorbereid door de sansculottenleiders. Al op 18 april had Rovère een complot gemeld bij de Conventie. De linkse conventionelen stonden positief tegenover de actie, maar deden niets om haar te organiseren of te leiden.
In de ochtend van 20 mei werd de tocsin geluid in de Faubourg Saint-Antoine en in de Jardin des Plantes. Zoals in de Mars op Versailles van 1789, waren het weer de vrouwen die het initiatief namen en hun mannen op sleeptouw namen. In de Faubourg du Nord (Saint-Denis) riepen ze om 7 uur 's ochtends de mannen uit de werkplaatsen. Er waren voedselrellen en vrouwenbijeenkomsten aan bakkerijen in Popincourt, Gravilliers en Droits de l'Homme. Ze zetten zich in beweging en haalden onderweg andere vrouwen uit winkels, huizen en koetsen. Tegen 14 uur bereikten ze de Place du Carrousel aan het Tuilerieënpaleis, waar de Conventie zetelde. Op hun hoeden, mutsen en blouses waren de centrale eisen van de opstand geprikt, Du pain et la Constitution de 1793. Zo stormden ze de Salle des Machines binnen, maar ze werden snel weer buitengewerkt. Een uur later keerden ze terug met gewapende groepen van de Nationale Garde.
Intussen had er in de Faubourg Saint-Antoine een algemene oproep tot bewapening geklonken. Mannen grepen de wapens en maakten zich klaar om de vrouwen naar de Tuilerieën te volgen. Een soortgelijke beweging begon in de Faubourg Saint-Marcel en in de centrale secties. In sommige gevallen forceerde een minderheid van opstandelingen de deuren van de wapenkamers, verdeelde wapens aan hun kameraden en dwong de commandanten om hen naar de Conventie te leiden.
De tweede bestorming van de Tuilerieën volgde snel. De conventioneel Jean-Bertrand Féraud, die hen probeerde tegen te houden, werd neergeslagen en gedood. Zijn afgehakte hoofd werd op een piek geparadeerd. Deze keer werden de vrouwen ruimschoots ondersteund door gewapende burgers van de opstandige secties, hoewel weinig bataljons op volle sterkte het gebouw binnendrongen. In elk geval waren de demonstranten voldoende sterk om de meerderheid tot zwijgen te brengen en om het nog resterende groepje montagnards en crêtois ertoe te bewegen hun belangrijkste eisen uit te spreken: de vrijlating van de jacobijnse gevangenen, stappen om de nooit toegepaste grondwet van 1793 in werking te stellen, en nieuwe prijscontroles op levensmiddelen. Dit pakket werd ter plaatse gestemd en een speciale commissie werd opgericht om er uitvoering aan te geven. Maar het ontbrak de opstandelingen, net als die van Germinal, aan leiderschap en een duidelijk programma of actieplan. Nadat ze hun onmiddellijke doel hadden bereikt, brachten ze uren zoek met luidruchtig geklets en toespraken. Dit gaf de Thermidoriaanse leiders de tijd om steun te zoeken bij de loyale secties: bataljons uit Butte des Moulins (Palais-Royal), Museum (Louvre) en Lepeletier kwamen de opstandelingen uit de Tuilerieën verdrijven.
De gewapende opstand ging de volgende dag door. Op 21 mei was vanaf 2 uur 's nachts in de Quinze Vingts te wapen geroepen. De tocsin luidde voor 10 uur in Fidélité (Hôtel de Ville) en Droits de l'Homme. In deze twee secties en in Arcis, Gravilliers en Popincourt werden illegale bijeenkomsten gehouden. De drie secties van de Faubourg Saint-Antoine sprongen in actie en marcheerden naar de Conventie onder aanvoering van Guillaume Delorme, een wagenmaker en kapitein van de kanonniers van Popincourt. Ondersteund door sommige delen van het centrum, verschenen ze om 15u30 op de Place du Carrousel, laadden hun geweren en richtten ze op de Conventie. Generaal Dubois, die het bevel voerde over de troepen van de Conventie, had 40.000 man onder zich, de opstandelingen misschien 20.000. Het was het grootste militaire vertoon dat in Parijs was gezien sinds het begin van de revolutie. Toch werden er geen schoten gelost. De kanonniers en gendarmerie van de Conventie liepen over naar de andere kant, maar de opstandelingen lieten na hun voordeel op te volgen. Tegen de avond begonnen de onderhandelingen. Petitionisten werden ontvangen in de Conventie, herhaalden hun eisen voor brood en de grondwet van 1793, en werden door de voorzitter omarmd. Gesust door ijdele hoop dat de beloften zouden worden vervuld, trokken de opstandelingen zich daarop terug naar hun verschillende secties. 

## Militair ingrijpen
Maar de Conventie vergat de beloften en sloeg terug. In de ochtend van 22 mei werden reguliere legereenheden verzameld, aangevuld met de jeunesse dorée en met bataljons van de westelijke secties. Ze troffen voorbereidingen om de Faubourg Saint-Antoine te omsingelen. De jeunesse maakte een voortijdige uitval naar de Faubourg en werd gedwongen zich terug te trekken, terwijl arbeiders van Saint-Antoine een van de moordenaars van Féraud uit handen redden van de politie-escorte die hem naar de plaats van terechtstelling bracht. Maar 's nachts overwon de regering het verzet van de meeste andere opstandige secties
Op 23 mei werd de Faubourg Saint-Antoine opgeroepen om de moordenaars van Féraud en al haar wapens over te dragen. Een weigering zou worden beschouwd als een daad van rebellie en alle secties zouden worden opgeroepen om die door wapengeweld of uithongering te bedwingen. Ondertussen bereidde een leger zich onder generaal Menou voor om op te trekken tegen de opstandelingen.
Hun situatie was hopeloos. Toch werden in andere secties enkele pogingen ondernomen om hen hulp te bieden. In Poissonnière zou Étienne Chefson, een schoenlapper en oudstrijder van het armée révolutionnaire, worden gearresteerd omdat hij geprobeerd had de bouwvakkers van de rue d'Hauteville en de rue de l'Échiquier te organiseren. In Arcis en in Finistère werd geschreeuwd, zelfs nadat de slag verloren was. Maar er kwam geen materiële steun, en de Faubourg gaf zich een paar uur later over zonder dat er een schot was gelost. De beweging was totaal verpletterd.

## Repressie
De repressie was grondig en meedogenloos. Ze trof zowel de leiders - of veronderstelde leiders - van de opstand als de potentiële leiders die in de toekomst tot iets dergelijks in staat waren. Om de sansculotten voor eens en voor altijd als politieke kracht te onthoofden, werd het noodzakelijk geacht de overblijvende jacobijnen in de Conventie, in de sectievergaderingen en in de Nationale Garde uit te schakelen. Twaalf afgevaardigden werden gearresteerd, onder wie zes die de eisen van de demonstranten op 1 prairial hadden gesteund. Op 23 mei werd een militaire commissie opgericht voor de summiere berechting en executie van alle personen die gevangen waren genomen met wapens in hun bezit of met het insigne van de rebellie opgespeld. In tien werken berechtte deze commissie 132 personen berecht, van wie negentien de doodstraf kregen. 
De moordenaars van Féraud, de gendarmes die waren overgelopen, en de montagne-afgevaardigden Romme, Duquesnoy, Goujon, Duroy, Soubrany en Bourbotte werden allemaal in dezelfde categorie ondergebracht. In de nacht voor ze naar het schavot werden gebracht, pleegden de afgevaardigden zelfmoord. De eerste drie waren succesvol, Soubrany stierf toen hij de guillotine bereikte, en de anderen werden levend geëxecuteerd. Dit 'heldhaftige offer' plaatste de 'martelaren van Prairial' in het pantheon van de volksbeweging. 
De secties werden uitgenodigd om op 24 mei speciale bijeenkomsten te houden om alle vermoedelijke 'terroristen' en jacobijnse sympathisanten aan te geven en te ontwapenen. Het resultaat waren enorme proscripties, waarbij het vereffenen van oude rekeningen een even grote rol speelde als het testen van politieke orthodoxie. Op 28 mei schatte de Gazette française het aantal gezuiverde op 10.000. Het uiteindelijke totaal gearresteerden en ontwapenden moet aanzienlijk groter zijn geweest, want in verschillende secties werden alle voormalige leden van revolutionaire comités en alle soldaten van het armée révolutionnaire gearresteerd of ontwapend, ongeacht hun rol in de gebeurtenissen van Germinal of Prairial. Het aldus gevestigde precedent zou meer dan eens worden gevolgd tijdens het Directoire en het Consulaat .

## Balans
Waarom werden de Parijse sansculotten in mei 1795 verslagen? Deels kwam het door het ontbreken van een duidelijk politiek programma en actieplan, deels door de zwakte van de montagne-afgevaardigden, deels ook door politieke onervarenheid en het niet doorzetten van een behaald voordeel. Het complement ervan was de grotere bekwaamheid en ervaring van de Conventie en haar Comités en de steun die deze konden mobiliseren – zelfs zonder de actieve tussenkomst van het reguliere leger – onder de jeunesse dorée en de kooplieden, ambtenaren en bezittende klassen van de westelijke stadsdelen. Maar bovenal slaagden de sansculottes er niet in om in Prairial, zoals ze hadden gedaan in de grote journées van 1789-1793, de solide steun van ten minste de radicale vleugel van de bourgeoisie te bekomen. Toen dit haperde en mislukte, werd hun beweging, ondanks haar omvang en strijdbaarheid, herleid tot een futiele onderneming zonder uitzicht op politieke winst.
Het mislukken van de opstand werd integendeel door de Conventie aangegrepen om definitief te breken met de democratische grondwet van 1793, die door de uitzonderingstoestand nooit was toegepast. In enkele maanden tijd werd de grondwet van 1795 uitgewerkt, die met het Directoire een sterke uitvoerende macht creëerde.

## In de kunst
Onder de Julimonarchie was het de bedoeling om de Opstand van 1 prairial een beeldende plek in het Palais Bourbon te geven, als om de gedeputeerden eraan te herinneren dat zich niet moesten laten leiden door de onbetrouwbare massa. Daartoe schreef minister François Guizot op 30 september 1830 een wedstrijd met als thema: Boissy d'Anglas biedt het hoofd aan het oproer. De opstandelingen van prairial zouden deze conventievoorzitter het gespietste hoofd van Féraud onder de neus hebben geduwd, waarop hij het kalm zou hebben gegroet. Er waren 53 inzendingen, waarvan er nog dertien aanwijsbaar zijn in collecties (onder meer de schilderijen van Philippe-Auguste Hennequin, Alexandre-Évariste Fragonard, Paul Chenavard, Adolphe Roehn, Joseph-Désiré Court en Eugène Delacroix). Sommige stelden de menigte in een onvoldoende negatief licht om in aanmerking te komen. Als winnaar werd Auguste Vinchon aangeduid, maar tegen dat zijn schilderij af was, vond men het niet meer geschikt voor een parlementair halfrond. Het kwam uiteindelijk terecht in de trouwzaal van het stadhuis van Annonay.